# Reunion
Reunion е концертен албум на британската хевиметъл група Black Sabbath.
След напускането на Ози Озбърн през 1979 г., състава на Black Sabbath бавно губи стабилност в края на 1983 г. След няколко еднократни събирания през 1985 и 1992, оригиналния състав на (Озбърн, Айоми, Бътлър, Уорд) се събират отново през 1997 г.
Това е двойно CD концертно изпълнение от първото им представление след събирането им, в Birmingham NEC. Освен концертните версии на Paranoid, N.I.B., Black Sabbath и Iron Man, са включени и две студийни изпълнения – Selling My Soul и Psycho Man. Двете нови парчеата са издадени като сингъл в САЩ.
Въпреки че Black Sabbath са считани за легенда, потова време те нямат издаден концертен албум. Издадения през 1980 Live at Last е бил издаден без знанието на групата и за това се счита, че той е неофициален.

### Диск 1
1. War Pigs – 8:28
2. Behind the Wall of Sleep – 4:07
3. N.I.B. – 6:45
4. Fairies Wear Boots – 6:19
5. Electric Funeral – 5:02
6. Sweet Leaf – 5:07
7. Spiral Architect – 5:40
8. Into the Void – 6:32
9. Snowblind – 6:08

### Disc 2
1. "Sabbath Bloody Sabbath" – 4:36
2. "Orchid/Lord of This World" – 7:07
3. Dirty Women – 6:29
4. "Black Sabbath" – 7:29
5. Iron Man – 8:21
6. Children of the Grave – 6:30
7. "Paranoid" – 4:28
8. Psycho Man – 5:18 (Озбърн, Айоми)
9. Selling My Soul – 3:10 (Озбърн, Айоми)

## Състав
- Ози Озбърн – вокали
- Тони Айоми – китара
- Гийзър Бътлър – бас
- Бил Уорд – барабани